# Jollas geniculatus
Jollas geniculatus là một loài nhện trong họ Salticidae.
Loài này thuộc chi Jollas. Jollas geniculatus được Eugène Simon miêu tả năm 1901.